# Coeloides abdominalis
Coeloides abdominalis är en stekelart som först beskrevs av Zetterstedt 1838.  Coeloides abdominalis ingår i släktet Coeloides och familjen bracksteklar. Arten är reproducerande i Sverige. Utöver nominatformen finns också underarten C. a. orientalis.